# Ángel Grippa
Angel Grippa (1914. március 2. – ?) válogatott argentin labdarúgó, kapus.

## Pályafutása
1934-ben a Sportivo Alsina, 1935 és 1938 között az Argentinos Juniors kapusa volt.
Az argentin válogatott tagjaként részt vett az 1934-es olaszországi világbajnokságon.